# Elecciones presidenciales de Estados Unidos de 1812
Las elecciones presidenciales de los Estados Unidos de 1812 tuvieron lugar entre el viernes 30 de octubre y el miércoles 2 de diciembre del mencionado año, siendo la séptima elección presidencial cuadrienal tras la independencia del país, y la quinta del Primer Sistema de Partidos. Tuvo lugar durante la Guerra de 1812, siendo la primera elección presidencial en tener lugar durante un conflicto bélico importante que involucró a los Estados Unidos, y a su vez fue la primera elección en la que la participación electoral superó el 40%. El Colegio Electoral a cargo de elegir al presidente y al vicepresidente estaba compuesto entonces por 217 electores, necesitándose 109 para ganar la elección.
Los comicios fueron sumamente competitivos. Con la guerra en curso, el presidente James Madison se presentó a la reelección para un segundo mandato enfrentando una creciente puja interna dentro de su partido, el Partido Demócrata-Republicano, fundamentalmente por parte de las seccionales norteñas del mismo, cada vez más descontentas por la dominación sureña. Luego de que Madison obtuviera la nominación demócrata-republicana con facilidad, DeWitt Clinton (sobrino del vicepresidente saliente y competidor de Madison, George Clinton, fallecido en abril de 1812 sin completar su mandato) se presentó por separado. Viendo esto como una oportunidad para derrocar a los demócratas-republicanos después de doce años de dominación política, el opositor Partido Federalista optó por no presentar una candidatura presidencial y apoyar a Clinton, con el federalista Jared Ingersoll como compañero de fórmula. Un sector disidente de los federalistas presentó a Rufus King como candidato, pero las alianzas entre federalistas y demócratas-republicanos en los estados donde los electores no se elegían por votación popular frustraron la coherencia de su posible candidatura.
Madison se impuso de todas formas con el 50.21% del voto popular y una mayoría de 128 de los 217 votos electorales. Clinton logró el 47.66% y 89 electores, siendo las elecciones más estrechas hasta el momento en cuanto a voto popular. En último lugar quedó King con el 2.00%, sin electores. Clinton ganó el bastión federalista de la región de Nueva Inglaterra, así como tres estados del Atlántico medio, pero Madison dominó el sur y ganó en Pensilvania. Aunque Madison obtuvo una victoria relativamente cómoda en la votación electoral, esta fue la elección más disputada celebrada entre 1800 y 1824.

## Antecedentes
El conflicto militar residual resultante de las Guerras Napoleónicas en Europa había empeorado constantemente durante el primer mandato de James Madison, con los británicos y los franceses ignorando los derechos de neutralidad de los Estados Unidos en el mar al tomar barcos estadounidenses y buscar a supuestos desertores británicos en una práctica conocida como «impresión». Los británicos cometieron provocaciones adicionales al impresionar a los marineros estadounidenses, mantener fortalezas dentro del territorio de los Estados Unidos en el noroeste y apoyar a los indios estadounidenses en guerra con los Estados Unidos tanto en el noroeste como en el suroeste.
Mientras tanto, los expansionistas en el sur y oeste de los Estados Unidos codiciaron el Canadá británico y la Florida española y querían usar las provocaciones británicas como pretexto para apoderarse de ambas áreas. La presión aumentó constantemente, con el resultado de que Estados Unidos declaró la guerra al Reino Unido el 12 de junio de 1812. Esto ocurrió después de que Madison había sido nominada por los demócratas-republicanos, pero antes de que los federalistas hubieran hecho su nominación.

## Candidaturas

### Partido Demócrata-Republicano
|                                              |                                         |
| James Madison                                | Elbridge Gerry                          |
| para presidente                              | para vicepresidente                     |
|                                              |                                         |
| Presidente de los Estados Unidos (1809-1813) | Gobernador de Massachusetts (1810-1812) |

Muchos demócratas-republicanos en los estados del norte estaban descontentos por el dominio percibido de la presidencia por el estado de Virginia (tres de los últimos cuatro presidentes habían sido virginianos), y en su lugar deseaban nominar a uno de ellos en lugar de volver a nominar a Madison. Inicialmente, estas esperanzas se depositaron en el vicepresidente neoyorquino George Clinton, pero su mala salud y edad avanzada (72) eliminaron sus posibilidades. Incluso antes de la muerte de Clinton el 20 de abril de 1812, su sobrino DeWitt Clinton fue considerado el candidato preferido para actuar contra Madison por los demócratas-republicanos del norte.
Con la esperanza de evitar un movimiento serio contra el actual presidente James Madison y una división del Partido Demócrata-Republicano, algunos propusieron que DeWitt Clinton fuera el candidato a la Vicepresidencia, asumiendo el mismo cargo que su tío ahora ocupaba. DeWitt no se opuso a la oferta, pero prefirió esperar hasta después de la conclusión del caucus de Nueva York, que no se llevaría a cabo hasta después de que se reuniera el Caucus del Congreso, para finalizar su decisión. Los primeros comités se llevaron a cabo en los estados de Virginia y Pensilvania, los cuales prometieron su apoyo a Madison. El 18 de mayo se llevó a cabo un caucus de nominación demócrata-republicano en el Congreso, y James Madison fue nominado formalmente como el candidato de su partido, aunque las divisiones eran bastante aparentes; solo 86 de los 134 senadores y congresistas demócratas-republicanos participaron en el caucus. Buscando un norteño para que fuera su compañero de fórmula (y con DeWitt Clinton permaneciendo distante), el comité eligió al gobernador de Nuevo Hampshire, John Langdon, para equilibrar la fórmula. Sin embargo, Langdon declinó debido a su propia edad avanzada, en ese momento 70 años. Un segundo comité nominó al gobernador Elbridge Gerry de Massachusetts para la Vicepresidencia, pese a que era solo dos años más joven que Langdon (de hecho, moriría en noviembre de 1814, antes de la mitad de su mandato).
Cuando el comité de Nueva York se reunió el 29 de mayo, estaba dominado por demócratas-republicanos contrarios la guerra, y el caucus nominó a DeWitt Clinton para la presidencia casi por unanimidad. La candidatura abierta de Clinton fue rechazada por muchos que, aunque no eran amigos de James Madison, temían que Clinton pudiera desgarrar al partido. La cuestión de cómo llevar a cabo su campaña también se convirtió en un problema importante para Clinton, especialmente con respecto a la guerra con los británicos después del 12 de junio. Muchos de los partidarios de Clinton eran halcones de guerra que abogaban por medidas extremas para obligar a los británicos a entablar negociaciones favorables para el Estados Unidos, mientras Clinton sabía que tendría que apelar a los federalistas para ganar, y estos se oponían casi por completo a la guerra.
|  | 98.78 % |

|  | 78.05 % |

|  | 96.10 % |

|  | 1.22 % |

|  | 19.51 % |

|  | 3.90 % |

|  | 2.44 % |

### Partido Federalista
| Coalición Republicana-Federalista |                                           |
| |                                           |
| DeWitt Clinton | Jared Ingersoll                           |
| para presidente | para vicepresidente                       |
| |                                           |
| Alcalde de Nueva York (1811-1815) | Fiscal general de Pensilvania (1791-1800) |
| Partidos en la alianza: - Partido Federalista (menos Virginia y parte de Nueva York) - Partido Demócrata-Republicano (principalmente Nueva Inglaterra) |                                           |

Antes de que Clinton ingresara a la disputa electoral como una alternativa al presidente Madison, el presidente del tribunal John Marshall era uno de los favoritos para obtener la nominación federalista, pues era una figura relativamente popular que podía atraer votos de gran parte del noreste mientras también potencialmente ganar en Virginia y Carolina del Norte. Pero con Clinton en la carrera, los federalistas ya no podrían contar con los votos electorales de Nueva York, lo que posiblemente hubiera conducido a un Colegio Electoral sin mayoría y a una nueva elección de contingencia en una Cámara de Representantes dominada por los demócratas-republicanos, garantizando la reelección de Madison.
Ante estos hechos, el Partido Federalista consideró respaldar la candidatura de Clinton por un tiempo, pero en su caucus en septiembre resolvió que simplemente no presentaría a un candidato ese año y no apoyaría abiertamente a Clinton. Esto se debió al hecho de que, si bien dentro de los federalistas había una gran cohesión con respecto a la necesidad de apuntalar a Clinton, se consideró que un respaldo abierto beneficiaría a Madison: una coalición entre Clinton y los federalistas dañaría sus posibilidades de ganar en estados donde los federalistas fueran impopulares, y alejaría a los demócratas-republicanos que normalmente apoyarían su candidatura. Un comité federalista en Pensilvania decidió nominar a Jared Ingersoll, el fiscal general del estado, como compañero de fórmula de Clinton, una medida que Clinton decidió apoyar considerando la importancia de los electores de Pensilvania.

### Partido Federalista disidente
|                                    |                                              |
| Rufus King                         | William R. Davie                             |
| para presidente                    | para vicepresidente                          |
|                                    |                                              |
| Senador por Nueva York (1789-1796) | Gobernador de Carolina del Norte (1798-1799) |

Mientras que muchos federalistas apoyaron la candidatura de DeWitt Clinton, otros no fueron tan entusiastas, escépticos de las posiciones de Clinton con respecto a la guerra y otros asuntos. Rufus King, ex embajador y congresista, había liderado un esfuerzo en el caucus de septiembre para nominar una fórmula puramente federalista para las elecciones de ese año, aunque finalmente no tuvo éxito. Aun así, algunos deseaban ingresar el nombre de King en la carrera bajo la boleta Federalista, y aunque muy poco salió de él, causó problemas para la campaña de Clinton en dos estados. En el caso de Virginia, Clinton fue rechazado por completo por el Partido Federalista estatal, que en su lugar eligió nominar a Rufus King para presidente y William Richardson Davie para vicepresidente. El boleto lograría aproximadamente el 27% de los votos populares en el estado. En Nueva York, con los Federalistas habiendo ganado el control de la legislatura estatal ese verano, se planeó que los Federalistas nominaran una lista prometida a Rufus King ahora que tenían la mayoría. Sin embargo, una coalición de republicanos demócratas y federalistas favorables a Clinton derrotaría la moción y lograría nominar una lista de candidatos comprometidos con Clinton.

## Sistema electoral por estado
| Estado | Sistema electoral |
| --- | --- |
| Connecticut Delaware Georgia Luisiana Nueva Jersey Nueva York Carolina del Norte Carolina del Sur Vermont | Electores designados por la legislatura estatal. |
| Nueva Hampshire Ohio Pensilvania Rhode Island Virginia                                                    | Lista completa. Los electores son elegidos por todos los votantes del estado.                                                                                                   |
| Kentucky Maryland Tennessee                                                                               | El estado se divide en distritos electorales, con un elector elegido por distrito por los votantes de ese distrito.                                                             |
| Massachusetts                                                                                             | - El estado se divide en distritos electorales, con un elector elegido por distrito por los votantes de ese distrito. - Dos electores son elegidos por los votantes del estado. |

## Resultados

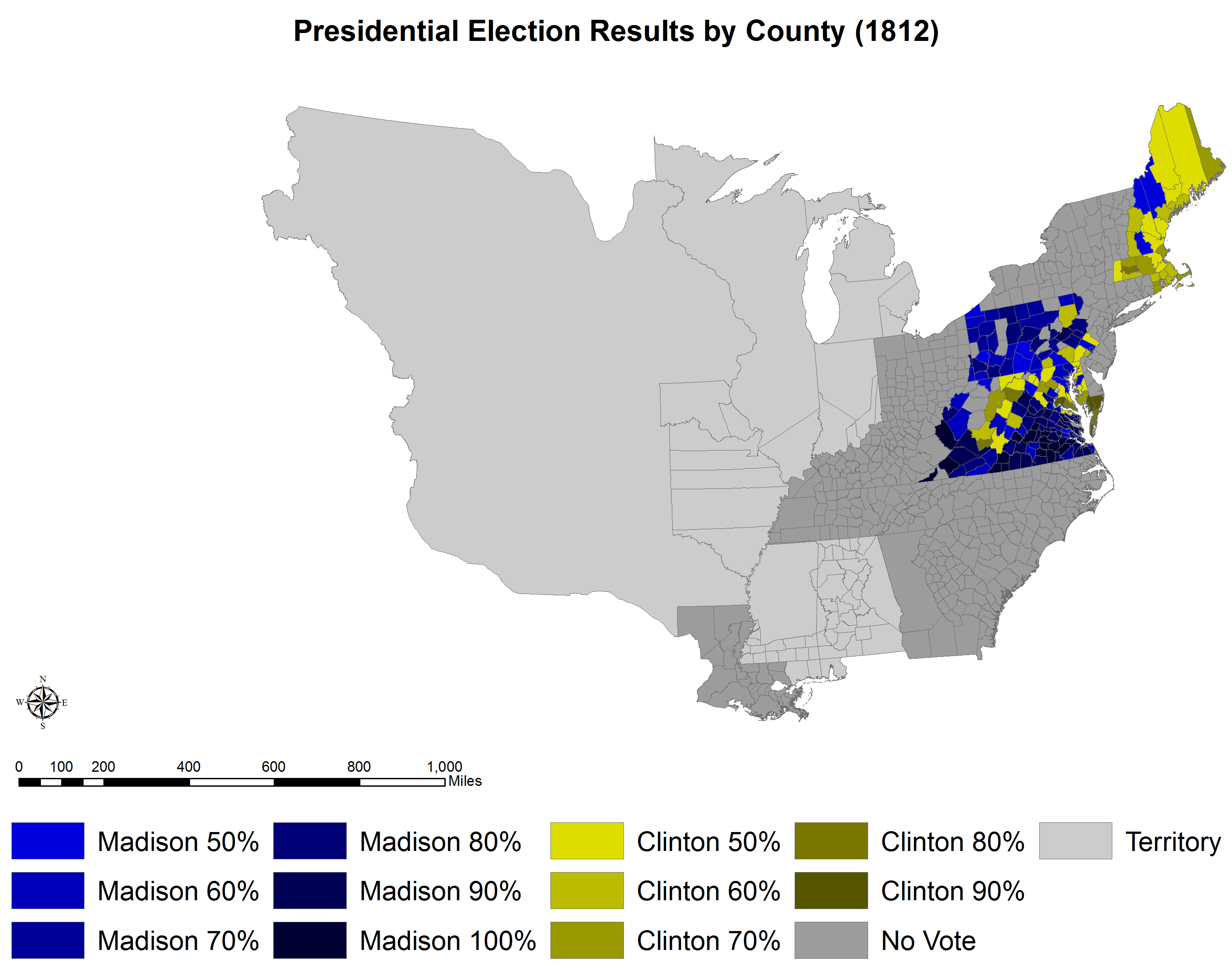
Los resultados por condado indican explícitamente el porcentaje del candidato ganador en cada condado. Los tonos de azul son para Madison (demócrata-republicano) y los tonos de amarillo son para Clinton (federalista).

La guerra ensombreció fuertemente la campaña. Clinton realizó una campaña dividida a nivel regional, adoptando una postura contra la guerra en el noreste (que fue la región más perjudicada por la guerra), y manifestando una postura a favor de la guerra en el sur y el oeste. La elección finalmente dependió de Nueva York y Pensilvania, y aunque Clinton ganó en su estado natal, no pudo imponerse en Pensilvania y, por lo tanto, perdió las elecciones. Aunque Clinton perdió, la elección representó el mejor desempeño para los federalistas desde el triunfo de John Adams en 1796, ya que el partido logró avances en el Congreso y mantuvo la elección presidencial razonablemente estrecha. Los demócratas-republicanos clintonistas en muchos estados se negaron a trabajar con sus homólogos federalistas (especialmente en Pensilvania) y Clinton fue generalmente considerado por la mayoría como el candidato federalista, aunque no fue nominado formalmente por ellos.
Poco antes de las elecciones, en Nueva Jersey, el Partido Federalista tomó el control de la legislatura estatal y resolvió modificar el sistema electoral para que el legislativo designara a los electores, eliminando el voto popular. Hubo algunas ciudades donde llegaron a realizarse elecciones populares de todos modos debido a que estaban muy lejos de la capital estatal para recibir las noticias, o bien en abierto desafío al cambio de sistema. Su escrutinio no fue informado por los periódicos ni registrado por autoridades estatales. En las elecciones no oficiales, Madison recibió 1.672 votos, mientras que Clinton solo recibió 2, lo que sugiere un masivo voto protesta contra la modificación, pues hasta entonces Nueva Jersey era un estado mucho más competitivo.
Con su resultado, Madison se convirtió en el primero de cuatro presidentes estadounidenses que ganaron la reelección con un porcentaje de voto electoral inferior que en su primera elección, pasando de un 69.71% en 1808 a un 58.99% en 1812. Los otros tres fueron Woodrow Wilson en 1916, Franklin D. Roosevelt en 1940 y 1944, y Barack Obama en 2012, doscientos años más tarde. Además, Madison fue el primero de solo cinco presidentes en ganar la reelección con un porcentaje menor del voto popular que en elecciones anteriores, aunque en 1812, solo seis de los dieciocho estados eligieron electores por alguna forma de voto popular. Los otros cuatro serían Andrew Jackson en 1832, Grover Cleveland en 1892, nuevamente Roosevelt en 1940 y 1944, y Obama en 2012.
|  | 50.21 % |

|  | 47.66 % |

|  | 2.00 % |

|  | 100.00 % |